# علم البيئة اللاهوتي

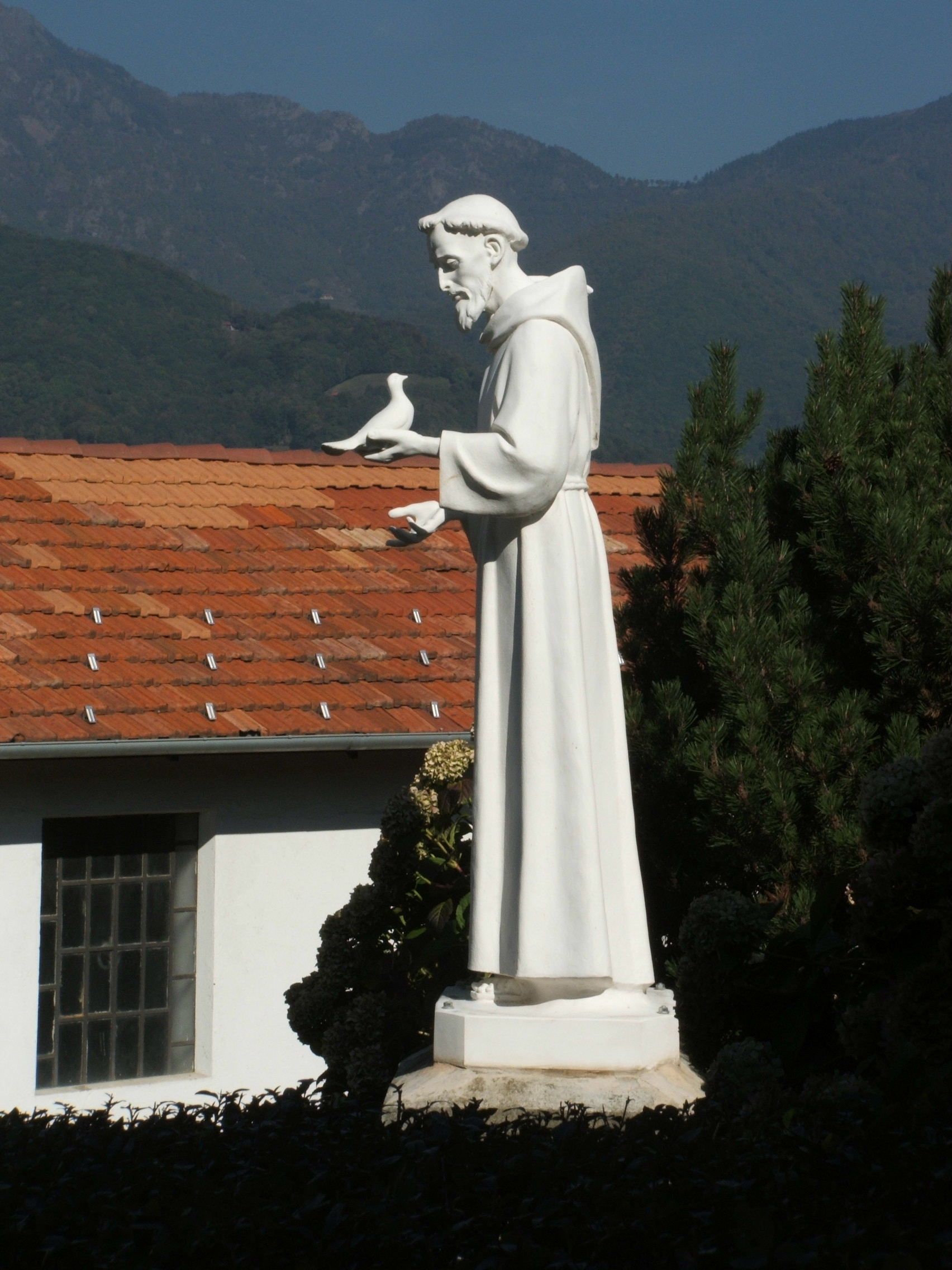

يعَد علم البيئة اللاهوتي أحد أشكال علم اللاهوت البنائي الذي يركز على العلاقة المتبادلة بين الدين والطبيعة، بشكل خاص في ضوء المخاوف البيئية. يبدأ علم البيئة اللاهوتي بشكل عام في مقدمة وجود علاقة قائمة بين رؤية الإنسان الكونية الدينية أو الروحية وتدهور أو الطبيعة أو استعادتها والحفاظ عليها. يستكشف علم البيئة اللاهوتي التفاعل بين القيم البيئية مثل الاستدامة وسيطرة الإنسان على الطبيعة. أنتجت هذه الحركة عددًا هائلًا من المشاريع البيئية الدينية حول العالم.
قاد الوعي المزدهر تجاه الأزمة البيئية إلى انتشار فكر ديني حول علاقة الإنسان مع الأرض. يملك مثل هذا الفكر سوابق قوية في العديد من التقاليد الدينية في عوالم الأخلاقيات وعلم الكون، يمكن اعتبارها مجموعة فرعية أو لازمة للاهوت الطبيعة.
من المهم الأخذ بعين الاعتبار أن علم البيئة اللاهوتي لا يقتصر في استكشافه على العلاقة بين الدين والطبيعة في سياق تدهورها فحسب، بل في سياق إدارة النظم البيئية عمومًا. يسعى علم البيئة اللاهوتي إلى جانب تناول القضايا البارزة في العلاقة بين البيئة والدين، إلى تحديد الحلول المحتملة، فيحمل أهمية خاصة لأن العديد من داعمي علم البيئة اللاهوتي والمساهمين فيه يجادلون في أن العلم والتعليم غير كافيين لإلهام حدوث تغيير ضروري على الأزمة البيئية الحالية.

## خلفية
أصبحت العلاقة بين علم البيئة اللاهوتي والأزمة البيئية المعاصرة قضية هامة تناولها جدال الأكاديمية الغربية عام 1967، الذي تلا نشر المقال بعنوان «الجذور التاريخية لأزمتنا البيئية» لمؤلّفه لين وايت جونيور، وهو بروفيسور في التاريخ في جامعة كاليفورنيا بلوس أنجلوس. في هذا العمل، وضع وايت نظرية أن النموذج المسيحي للسيطرة البشرية على الطبيعة قد قاد إلى الدمار البيئي، مع توفير صوت «للشكوى البيئية».
في عام 1973، نشر عالم اللاهوت جاك رودجر مقالًا وضع فيه استطلاع بدراسات نشرها ما يقارب 12 عالم لاهوت آخرين، منذ مقال وايت، عكسوا في مقالاتهم البحث عن «نموذج لاهوتي مناسب» يقيّم على نحو كافٍ البيانات الإنجيلية فيما يخص العلاقة بين كل من الإله والبشر والطبيعة.

## سوابق في الفكر الديني
يجادل بعض الباحثين في أن المسيحية ساعدت بالفعل في الأزمة البيئية العالمية الحالية عبر توجيه تابعيها إلى أن الإله يتفوق على الطبيعة من خلال التمدد البشري. جاء معظم تطور علم البيئة اللاهوتي كحوار لاهوتي استجابة على هذا الجدال، الذي سُمّي «الشكوى البيئية». يدعي المدافعون عن هذا المنظور بالتحديد أن المسيحية قد عزّزت فكرة سيادة البشرية على الطبيعة، والتعامل مع الطبيعة بحد ذاتها كأداة تُستخدم وتُستغل من أجل البقاء والازدهار البشري.
من ناحية أخرى، نُظر إلى المسيحية في أغلب الأحيان على أنها مصدر القيم الإيجابية تجاه الطبيعة، وأن هناك العديد من الآراء ضمن التقاليد المسيحية تتبنّى نظرتها سلامة الأرض وجميع المخلوقات عليها. وبينما كان فرانسيس الأسيزي أحد هؤلاء المؤثرين البارزين في علم البيئة اللاهوتي المسيحي، برز العديد من اللاهوتيين والمعلمين مثل إسحق النينوي وسيرافيم الساروفي، الذين ترك عملهم أثرًا عميقًا عند المفكرين المسيحيين. يبقى العديد من هؤلاء أقل شهرة في الغرب لأن توجّههم بشكل أساسي كان في الكنيسة الأرثوذوكسية بدلًا من الكنيسة الرومانية الكاثوليكية.
لا يمكن المبالغة أيضًا في دلالة التقاليد الأصلية فيما يخص تطور علم البيئة اللاهوتي. تكسب أنظمة المعرفة البيئة التقليدية -بالمشاركة مع الطرق العلمية الحديثة في إدارة النظم البيئية- الاهتمام بشكل متزايد منذ إدراك الناشطين البيئيين أهمية استثمار المجموعات المحلية.